# Матијаши
Матијаши (хрв. Matijaši, итал. Mattiassi) су насељено место у општини Жмињ, Истарска жупанија, Хрватска.

## Историја
До територијалне реорганизације у Хрватској били су у саставу старе општине Ровињ.

## Становништво
У попису становништва из 2011. године, Матијаши су имали 55 становника.
| Број становника према пописима | Број становника према пописима | Број становника према пописима | Број становника према пописима | Број становника према пописима | Број становника према пописима | Број становника према пописима | Број становника према пописима | Број становника према пописима | Број становника према пописима | Број становника према пописима | Број становника према пописима | Број становника према пописима | Број становника према пописима | Број становника према пописима | Број становника према пописима |
| ------------------------------ | ------------------------------ | ------------------------------ | ------------------------------ | ------------------------------ | ------------------------------ | ------------------------------ | ------------------------------ | ------------------------------ | ------------------------------ | ------------------------------ | ------------------------------ | ------------------------------ | ------------------------------ | ------------------------------ | ------------------------------ |
| 1857                           | 1869                           | 1880                           | 1890                           | 1900                           | 1910                           | 1921                           | 1931                           | 1948                           | 1953                           | 1961                           | 1971                           | 1981                           | 1991                           | 2001                           | 2011                           |
| 0                              | 0                              | 109                            | 119                            | 127                            | 146                            | 0                              | 0                              | 123                            | 127                            | 108                            | 102                            | 88                             | 58                             | 57                             | 55                             |

Напомена: Године 1857, 1869, 1921. и 1931. подаци су садржани у насељу Жмињ. Од 1880. до 1910. исказивано као део насеља.